# Jang Taek-sang

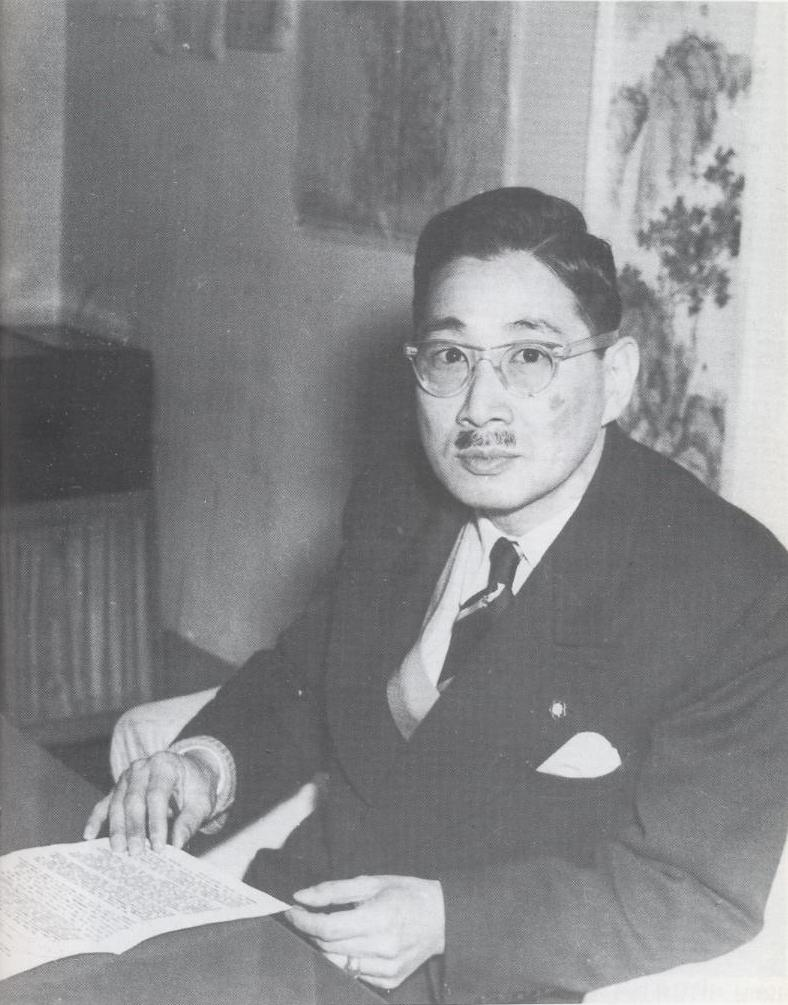
Jang Taek-sang (1952)

Jang Taek-sang (* 22. Oktober 1893 in Chilgok, Gyeongsang-do, Korea; † 1. August 1969 in Seoul, Südkorea) war ein südkoreanischer Politiker.
Nachdem das südkoreanische Außenministerium am 17. Juli 1948 gegründet wurde, wurde Jang Taek-sang der erste Außenminister und bekleidete das Amt vom 15. August 1948 bis zum 24. Dezember 1948.
Vom 6. Mai 1952 bis zum 6. Oktober 1952 war er Premierminister Südkoreas.